# VII. Zimske olimpijske igre – Cortina d'Ampezzo 1956.
VII. Zimske olimpijske igre su održane 1956. godine u Cortini d'Ampezzo, u Italiji. MOO je Igre dodijelio Cortini u konkurenciji Colorado Springsa, Lake Placida i Montreala.
Bile su to prve ZOI na kojima se pojavila momčad SSSR-a. Oni su odmah preuzeli dominaciju po broju osvojenih medalja, a slična premoć će se nastaviti na gotovo svim sljedećim Zimskim igrama sve do raspada te države.
Ovo su bile i prve Zimske igre koje su bile praćene direktnim televizijskim prijenosom, te zadnje Igre na kojima su se natjecanja u umjetničkom klizanju održala na otvorenom.
U natjecateljskom dijelu su se istaknuli sljedeći pojedinci i momčadi:
- Toni Sailer iz Austrije nije imao dostojnog protivnika u alpskom skijanju: ne samo da je pobijedio u sve tri tadašnje discipline (slalom, veleslalom, spust) več je to učinio na impozantan način: spust je pobijedio s 3,5 sekundi razmaka ispred dugog, imao je najbrže obje vožnje slaloma a u veleslalomu u ostvario prednost nad drugoplasiranim od čak 6,2 sekunde!
- SAD su imale najuspješnije pojedince u umjetničkom klizanju: kod žena je pobijedila Tenley Albright, dok su u muškoj konkurenciji sve tri medalje otišle u tu državu, a zlato je osvojio Hayes Alan Jenkins. Sličnu dominaciju su pokazali predstavnici SSSR-a u brzom klizanju, koji su osvojili tri od četiri održane discipline u tom športu.

## Popis športova
| - alpsko skijanje - bob - brzo klizanje - hokej na ledu - umjetničko klizanje |  | - nordijsko skijanje: - skijaško trčanje - nordijska kombinacija - skijaški skokovi |

## Popis podjele medalja
(Medalje domaćina posebno istaknute)
| Zimske olimpijske igre Cortina d'Ampezzo 1956. | Zimske olimpijske igre Cortina d'Ampezzo 1956. | Zimske olimpijske igre Cortina d'Ampezzo 1956. | Zimske olimpijske igre Cortina d'Ampezzo 1956. | Zimske olimpijske igre Cortina d'Ampezzo 1956. | Zimske olimpijske igre Cortina d'Ampezzo 1956. |
| ---------------------------------------------- | ---------------------------------------------- | ---------------------------------------------- | ---------------------------------------------- | ---------------------------------------------- | ---------------------------------------------- |
| Plasman                                        | Država                                         | Zlato                                          | Srebro                                         | Bronca                                         | Ukupno                                         |
| 1                                              | SSSR                                           | 7                                              | 3                                              | 6                                              | 16                                             |
| 2                                              | Austrija                                       | 4                                              | 3                                              | 4                                              | 11                                             |
| 3                                              | Finska                                         | 3                                              | 3                                              | 1                                              | 7                                              |
| 4                                              | Švicarska                                      | 3                                              | 2                                              | 1                                              | 6                                              |
| 5                                              | Švedska                                        | 2                                              | 4                                              | 4                                              | 10                                             |
| 6                                              | SAD                                            | 2                                              | 3                                              | 2                                              | 7                                              |
| 7                                              | Norveška                                       | 2                                              | 1                                              | 1                                              | 4                                              |
| 8                                              | Italija                                        | 1                                              | 2                                              | 0                                              | 3                                              |
| 9                                              | Ujedinjeni tim Njemačke                        | 1                                              | 0                                              | 1                                              | 2                                              |
| 10                                             | Kanada                                         | 0                                              | 1                                              | 2                                              | 3                                              |
| 11                                             | Japan                                          | 0                                              | 1                                              | 0                                              | 1                                              |
| 12                                             | Mađarska                                       | 0                                              | 0                                              | 1                                              | 1                                              |
| 12                                             | Poljska                                        | 0                                              | 0                                              | 1                                              | 1                                              |
|                                                |                                                |                                                |                                                |                                                |                                                |
| Ukupno                                         | Ukupno                                         | 25                                             | 23                                             | 24                                             | 72                                             |